# Enicospilus pinguivena
Enicospilus pinguivena är en stekelart som först beskrevs av Günther Enderlein 1921.  Enicospilus pinguivena ingår i släktet Enicospilus och familjen brokparasitsteklar. Inga underarter finns listade i Catalogue of Life.